# 큰딸
《큰딸》은 1983년 5월 16일부터 1983년 8월 26일까지 방송되었던 KBS 1TV 아침 드라마였다.

## 제작진

### 극본
- 이희우

### 연출
- 황은진

## 출연진
- 전양자
- 홍요섭
- 강남길
- 박칠용
- 맹호림
- 이덕희
- 선우은숙
- 홍유진
- 안해숙